# Norwegian Epic
Norwegian Epic — круїзне судно класу F3, яке належить компанії Norwegian Epic Ltd. і експлуатується американським оператором Norwegian Cruise Line. Побудоване у 2010 році на верфі Chantiers de l'Atlantique компанії STX Europe у місті Сен-Назер (Франція). Здійснює круїзи влітку в Середземному морі, а взимку курсує між островами Карибського моря.